# Embal·lonurins
Els embal·lonurins (Emballonurinae) són una subfamília de ratpenats embal·lonúrids formada per 11 gèneres.

## Gèneres
- Balantiopteryx
- Centronycteris
- Coleura
- Cormura
- Cyttarops
- Diclidurus
- Emballonura
- Mosia
- Peropteryx
- Rhynchonycteris
- Saccopteryx